# تری‌فورمین
تری‌فورمین (به انگلیسی: Triformin) یک ترکیب شیمیایی با شناسه پاب‌کم ۵۴۶۰۰۴۸ است.